# Kap Madona

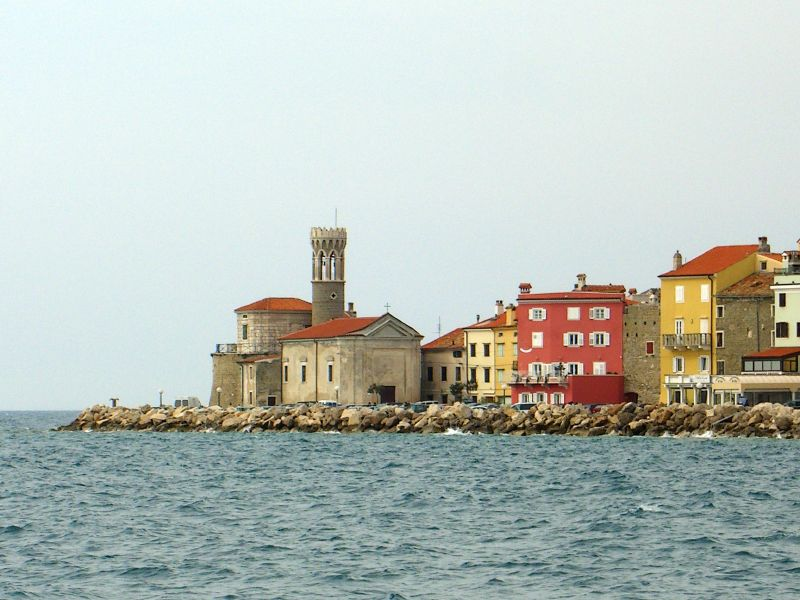
Blick von Süden auf Kap Madona mit der Kirche St. Clementa.

Kap Madona (slowenisch Rt Madona) ist eine Landspitze an der slowenischen Adriaküste, der seewärtige Teil ist als Naturdenkmal ausgewiesen. Das Kap markiert das östliche Ende der Bucht von Piran und deren Übergang in den Golf von Triest.

## Geographie
Kap Madona liegt im westlichen Teil der slowenischen Riviera und auf dem Stadtgebiet von Piran. Der landseitige Teil ist dicht bebaut; markant ist die Kirche St. Clementa (slowenisch Sv. Klementa), die als Wahrzeichen Pirans gilt. Der vor dem Kap im Meer liegende Teil zeichnet sich durch einen felsigen Untergrund aus. Er fällt zunächst bis zu einer Tiefe von vier bis fünf Metern flach, dann steil ab, um zwischen zehn und fünfzehn Metern Tiefe in einen sandbedeckten Bereich überzugehen.
Im Rahmen der Beilegung der Streitigkeiten zwischen Slowenien und Kroatien um den Verlauf der Seegrenze zwischen beiden Staaten in der Bucht von Piran legte der angerufene Ständige Schiedshof (PCA) Kap Madona als östliches Ende der Bucht fest und zog von hier aus die Basislinie nach Westen zum Kap Savudrija.

## Fauna und Flora
Im nördlichen und östlichen Meeresbereich sind im flachen Teil in unmittelbarer Küstennähe verschiedene Arten von Algen der Gattungen Cystoseira, Sargassum, Dictyota, Halimeda und Padina vorherrschend, weiter seewärts kommen Pseudolithophyllum und Vertreter der Gattung Codium hinzu. Die Aushöhlungen, Spalten und Überhänge des steileren Teils sind Lebensraum verschiedener Arten von Röhrenwürmern (Spirographis spallanzani, Protula tubularia, Serpula vermicularis) und Schwämmen  (Euspongia officinalis, Verongia aerophoba, Haliclona mediterranea). Unter den anzutreffenden Fischen befinden sich Serranus scriba, Chromis chromis, Corvina nigra, Diplodus sargus, Oblada melanura, das Seepferdchen Hippocampus guttulatus sowie der Skorpionfisch Scorpaena scrofa. Gelegentlich stößt man auf Exemplare der Krabbenarten Maja verrucosa und Dromia personata. Die Turbanschnecke Astrea rugosa, gerne von Touristen gesammelt aber auch von Bedeutung für die Herstellung von Schmuck, ist mittlerweile in ihrem Bestand gefährdet. Sie gilt als das Symbol für das Naturdenkmal. 
Im südlich vorgelagerten Meeresbereich prägend ist die Steinkorallenart Cladocora cespitosa, sie bildet hier dichte Bestände. Algen fehlen aufgrund des Auftretens der Seeigelart Paracentrotus lividus fast völlig. Stattdessen sind Schwämme, Vertreter der zu den Seescheiden zählenden Art Phallusia, die Seeanemonenart Anemonia sulcata, Austern sowie Seegurken verschiedener Holothuria-Arten anzutreffen.